# Merwan Abasi
Merwan Abasi (2004) es un deportista marroquí que compite en triatlón. Ganó dos medallas de oro en el Campeonato Africano de Triatlón de 2024, en las pruebas individual y relevo mixto.

## Palmarés internacional
| Campeonato Africano | Campeonato Africano | Campeonato Africano | Campeonato Africano |
| Año                 | Lugar               | Medalla             | Prueba              |
| ------------------- | ------------------- | ------------------- | ------------------- |
| 2024                | Hurgada (Egipto)    | Medalla de oro      | Individual          |
| 2024                | Hurgada (Egipto)    | Medalla de oro      | Relevo mixto        |